# Alarm
"Alarm" é uma canção gravada pela cantora inglesa Anne-Marie para seu álbum de estreia, Speak Your Mind (2019). Foi lançada pela Major Tom, Asylum Records e Atlantic Records em 20 de Maio de 2016 como o primeiro single do álbum. A canção foi escrita por Anne-Marie, Wayne Hector, Steve Mac e Ina Wroldsen, com a produção sendo feita por Mac e produção adicional de Amir Amor, membro da banda Rudimental, e os sintetizadores e efeitos adicionais adicionados por Brunelle.
"Alarm" foi um sucesso comercial. Tornou-se o primeiro grande sucesso mundial de Anne-Marie, chegando ao número 16 na UK Singles Chart. A faixa também alcançou o top 20 na Austrália e na Escócia, bem como o top 40 em sete países. Foi certificada em platina no Reino Unido, Austrália e Polônia. Também foi certificada em ouro nos Estados Unidos e Canadá.
Anne-Marie cantou a música no início de 2016 no MTV Europe Music Awards. O videoclipe da música, também lançado em 20 de maio de 2016, foi dirigido por Malia James e filmado na Cidade do México. Ele é vagamente inspirado no filme de 1996 de Baz Luhrmann, Romeu + Julieta.

## Faixas e formatos
Download digital
1. "Alarm" – 3:25

Download digital – Versão acústica
1. "Alarm" (versão acústica) – 3:08

Download digital e streaming – EP de Remixes
1. "Alarm" (com Chip) (Naughty Boy Remix) – 3:24
2. "Alarm" (Oliver Nelson Remix) – 3:35
3. "Alarm" (TroyBoi Remix) – 4:11
4. "Alarm" (Marshmello Remix) – 3:39

Download digital e streaming – EP de Remixes Vol. 2
1. "Alarm" (John Hill x Stint Remix) – 3:48
2. "Alarm" (Roulsen Remix) – 3:12
3. "Alarm" (Toby Green Remix) – 2:44
4. "Alarm" (Dave Winnel Remix) – 4:07
5. "Alarm" (Cahill Remix) – 2:57

## Desempenho nas tabelas musicais
| Tabela musical (2016–17)                                  | Melhor posição |
| --------------------------------------------------------- | -------------- |
| Alemanha (Official German Charts)                         | 27             |
| Austrália (ARIA Singles Chart)                            | 7              |
| Áustria (Ö3 Austria Top 40)                               | 26             |
| Bélgica (Ultratip (Valónia)                               | 5              |
| Canadá (Canadian Hot 100)                                 | 97             |
| Escócia (OCC)                                             | 11             |
| Eslováquia (Rádio Top 100)                                | 41             |
| Eslováquia (Singles Digitál Top 100)                      | 38             |
| Estados Unidos Bubbling Under Hot 100 Singles (Billboard) | 3              |
| Estados Unidos Dance/Mix Show Airplay (Billboard)         | 7              |
| Estados Unidos Mainstream Top 40 (Billboard)              | 34             |
| Irlanda (Top 100 Singles)                                 | 23             |
| Itália (FIMI)                                             | 36             |
| Letónia (Latvijas Top 40)                                 | 16             |
| Noruega (VG-lista)                                        | 28             |
| Países Baixos (Single Top 100)                            | 55             |
| Polónia (Polish Airplay Top 100)                          | 54             |
| Portugal (AFP)                                            | 45             |
| Reino Unido (UK Singles Chart)                            | 16             |
| Chéquia (Singles Digitál Top 100)                         | 33             |
| Suécia (Sverigetopplistan)                                | 57             |
| Suíça (Schweizer Hitparade)                               | 62             |

| Tabela musical (2016)                             | Melhor posição |
| ------------------------------------------------- | -------------- |
| Austrália (ARIA Singles Chart)                    | 48             |
| Estados Unidos Dance/Mix Show Airplay (Billboard) | 44             |
| Reino Unido (UK Singles Chart)                    | 56             |

## Histórico de lançamento
| Região         | Data                  | Formato                    | Versão               | Gravadora              | Ref.          |
| -------------- | --------------------- | -------------------------- | -------------------- | ---------------------- | ------------- |
| Várias         | 20 de maio de 2016    | Download digital streaming | Original             | Major Tom's Asylum     | [ 7 ] [ 36 ]  |
| Reino Unido    | 23 de junho de 2016   | Rádios mainstream          | TBA                  | Major Tom's Asylum     | [ 37 ]        |
| Várias         | 8 de julho de 2016    | Download Digital streaming | EP de Remixes        | Major Tom's Asylum     | [ 9 ] [ 38 ]  |
| Várias         | 15 de julho de 2016   | Download Digital streaming | Acústica             | Major Tom's Asylum     | [ 8 ] [ 39 ]  |
| Estados Unidos | 23 de agosto de 2016  | Rádios hot AC              | TBA                  | Major Tom's Asylum RRP | [ 40 ]        |
| Várias         | 28 de outubro de 2016 | Download Digital streaming | EP de Remixes Vol. 2 | Major Tom's Asylum     | [ 10 ] [ 41 ] |